# Filippo Belli
Filippo Belli (1836 – 1927) è stato un pittore e fotografo italiano.

## Biografia
Molto scarse sono le informazioni sulla vita di Filippo Belli, sappiamo solo che è stato un pittore ed un fotografo vedutista e ritrattista. Attivo tra il 1858 e il 1874 in Via dei Banchi Vecchi a Roma, strada celebre peraltro per lo scherzo nel film Il marchese del Grillo dove Alberto Sordi fa murare la porta del banco dei pegni e al suo posto fa apporre un orinatoio.
In seguito il Belli si trasferisce in Via del Corso assieme al commerciante Cleman fino al 1885 e quindi è di nuovo attivo tra il 1893 e 1894 in Via Arco della Ciambella sempre a Roma.
Grazie al collezionista Piero Becchetti, il quale ha salvato migliaia di fotografie, in particolare quelle ottocentesche e del primo novecento, che è stato possibile, in parte, ricostruire la storia della fotografia italiana ed i suoi principali interpreti, quelli noti e quelli, come Filippo Belli, meno noti, ma che hanno documentato in centinaia di immagini la vita di Roma ma anche quella laziale, di Napoli e non solo.
Interessante appare la vicenda di Luisa Scotto Corsini (1808-1888), principessa romana, devota, cattolica, favorevole al Vaticano, rimasta vedova - il marito Andrea Corsini, fiorentino, era morto nel 1868 - e sola poiché anche il figlio Amerigo era morto in giovane età (1835-1853). In pratica la sua cospicua eredità dei palazzi fiorentini e romani andava ai due nipoti fiorentini, favorevoli al Regno d'Italia. Tommaso Corsini divenne nel 1882 senatore del nuovo Regno.
La vicenda che qui interessa è quella del Palazzo Corsini alla Lungara a Roma che Tommaso decise di vendere al governo italiano nel 1883. Negli ultimi anni il rapporto tra il palazzo e la necessità di preservarne la memoria fece sì che furono chiamati due fotografi: nel 1976 Filippo Belli per inventariare fotograficamente tutti gli oggetti e i mobili del palazzo e varie vedute del palazzo da vari punti circostanti, alcuni dei quali la principessa se ne appropriò ed oggi risultano dispersi, mentre nel 1883 Lodovico Tuminello riprese la disposizione di ogni stanza del palazzo, comprese le numerose opere d'arte di immenso valore come quelle di Caravaggio, Beato Angelico, Rubens e molti altri.
Oggi questo patrimonio fotografico, in larga maggioranza, fa parte dell'ICCD - Istituto Centrale per il Catalogo e la Documentazione, istituito nel 1975 presso il Ministero dei Beni Culturali.
Immagini di Filippo Belli sono presenti anche presso gli Archivi dei Fratelli Alinari.